# Barville (Eure)
Barville település Franciaországban, Eure megyében. Lakosainak száma 85 fő (2022. január 1.). Barville Duranville, Folleville, Fontaine-la-Louvet és Saint-Aubin-de-Scellon községekkel határos.

## Népesség
A település népességének változása:
| Lakosok száma | 52   | 50   | 59   | 72   | 60   | 58   | 71   | 78   | 82   | 85   |
|               | 1968 | 1982 | 1990 | 2006 | 2013 | 2015 | 2017 | 2019 | 2020 | 2022 |